# U-570
O Unterseeboot 570 foi um submarino alemão do Tipo VIIC que serviu na Kriegsmarine Segunda Guerra Mundial até 27 de agosto de 1941 quando foi capturado pela Marinha Real Britânica após ser atacado por um avião bombardeiro Consolidated PBY Catalina da Força Aérea Real (RAF).
Reaparelhado recebeu o nome de HMS Graph (P-715), esteve a serviço da Royal Navy de 19 de setembro de 1941 até fevereiro de 1944, quando foi desativado por falta de peças de reposição. Afundou na costa da Escócia quando era rebocado em 20 de março de 1944.
Apesar de ter atuado em duas Marinhas durante a Segunda Guerra não existem registros de navios afundados por este submarino.

## Comandantes
| Comandante                  | Data                                      |
| --------------------------- | ----------------------------------------- |
| Kptlt. Hans-Joachim Rahmlow | 15 de maio de 1941 - 27 de agosto de 1941 |

## Subordinação
Durante o seu tempo de serviço, esteve subordinado às seguintes flotilhas:
| Período                                    | Flotilha                                  |
| ------------------------------------------ | ----------------------------------------- |
| 15 de maio de 1941 - 1 de agosto de 1941   | 3. Unterseebootsflottille (treinamento)   |
| 1 de agosto de 1941 - 27 de agosto de 1941 | 3. Unterseebootsflottille (serviço ativo) |